# موریتا، آئوموری
موریتا، آئوموری (به لاتین: Morita) یک منطقهٔ مسکونی در ژاپن است که در ناحیه توهوکو واقع شده‌است. موریتا ۵٬۰۱۱ نفر جمعیت دارد.